# Dikraneura zlata
Dikraneura zlata är en insektsart som beskrevs av Dworakowska, Singh och Nagaich 1979. Dikraneura zlata ingår i släktet Dikraneura och familjen dvärgstritar. Inga underarter finns listade i Catalogue of Life.